# Condado de Aramayona
El Condado de Aramayona es un título nobiliario español creado el 7 de diciembre de 1606, por el rey Felipe III a favor de Alonso Idiáquez de Butrón-Múgica, señor de Aramayona, I duque de Ciudad Real, I conde de Biandrina, I marqués de San Damián, virrey y capitán general de Navarra, capitán general de Milán, etc.
Este título se creó originariamente con la denominación de "conde del Valle de Aramayona"

## Condes de Aramayona
|                         | Titular                                                         | Periodo                 |
| Creación por Felipe III | Creación por Felipe III                                         | Creación por Felipe III |
| ----------------------- | --------------------------------------------------------------- | ----------------------- |
| I                       | Alonso Idiáquez de Butrón-Múgica y Olazázal                     | 1606-1618               |
| II                      | Juan Alonso de Idiáquez de Butrón y Múgica                      | 1618-1653               |
| III                     | Francisco Alonso de Idiáquez y Álava                            | 1653-1687               |
| IV                      | Francisco de Idiáquez y Borja Aragón                            | 1687-1687               |
| V                       | Juana María de Idiáquez y Borja Aragón                          | 1687-1712               |
| VI                      | María Antonia Pimentel Idiáquez de Butrón y Múgica              | 1712- 1728              |
| VII                     | Ana María de Orozco y Villeda                                   | 1728-1750               |
| VIII                    | Joaquín Antonio Osorio Orozco y Manrique de Lara                | 1750-1782               |
| IX                      | Benito Osorio Orozco y Lasso de la Vega                         | 1782-1819               |
| X                       | Narciso de Salabert y Pinedo                                    | ? -1885                 |
| XI                      | Rosario Casilda de Salabert y Arteaga                           | 1926-1936               |
| XII                     | Luis Jesús Fernández de Córdoba-Figueroa y Salabert             | 1951-1956               |
| XIII                    | Victoria Eugenia Fernández de Córdoba y Fernández de Henestrosa | 1959-2013               |
| XIV                     | Victoria Elisabeth de Hohenlohe-Langenburg y Schmidt-Polex      | 2018-                   |

## Historia de los condes de Aramayona
- Alonso Idiáquez de Butrón-Múgica y Olazábal (1564-1618), I conde de Aramayona (originalmente "Condado del Valle de Aramayona"), I duque de Ciudad Real, (originalmente Duca di Cittá-Reale), I conde de Biandrina, I marqués de San Damián.

Casó con Juana de Robles y San Quintín. Le sucedió:
- Juan Alonso de Idiáquez de Butrón y Múgica (1597-1653), II conde de Aramayona, II duque de Ciudad Real, II marqués de San Damián, II conde de Biandrina.

Casó con Ana María de Álava y Guevara, II condesa de Triviana. Le sucedió su hijo:
- Francisco Alonso de Idiáquez y Álava (1620-1687), III conde de Aramayona, III duque de Ciudad Real, III marqués de San Damián, III conde de Biandrina.

Casó con Francisca de Borja y Aragón, VII principessa di Squillace. Le sucedió su hijo:
- Francisco de Idiáquez y Borja Aragón (1676-1687), IV conde de Aramayona, IV duque de Ciudad Real, IV marqués de San Damián, IV conde de , VIII Biandrina, VIII príncipe di Squillace.

Casó con Francisca Niño de Guzmán, IV condesa de Villaumbrosa. Sin descendientes, le sucedió su hermana:
- Juana María de Idiáquez y Borja Aragón (f. en 1712), V condesa de Aramayona, V duquesa de Ciudad Real, V marqués de San Damián, V conde de Biandrina,  IX principessa di Squillace.

Casó en primeras nupcias con Antonio Pimentel de Ibarra, IV marqués de Taracena. Contrajo un segundo matrimonio con Manuel Pimentel y Zúñiga, VI marqués de Mirabel, V marqués de Malpica, VI marqués de Povar, III conde de Berantevilla. Sin sucesión de este matrimonio. Le sucedió, de su primer matrimonio, su hija única:
- María Antonia Pimentel Idiáquez de Butrón y Múgica (1686-1728), VI condesa de Aramayona, VI duquesa de Ciudad Real, VI marquesa de San Damián, VI condesa de Biandrina, marquesa de Paller, V marquesa de Taracena, condesa de Mayalde, condesa de Simari, condesa de Ficallo, condesa de Barrica, X principessa di Squillace. A su muerte el Principado di Squillace, revirtió a la Corona de Sicilia.

Contrajo un primer matrimonio con Luis Melchor de Borja y Aragón, conde de Zagra, conde del Zenete. Casó en segundas nupcias con Carlo Turinetti, conde de Castiglione. Sin descendientes de sus dos matrimonios, sucedió:
- Ana María de Orozco y Villeda (1711-1750), VII condesa de Aramayona, VII duquesa de Ciudad Real, VII marquesa de San Damián, VII condesa de Biandrina, condesa de Barrica, V marquesa de Mortara, IV marquesa de Olías, IV marquesa de Zarreal, V condesa de Lences, VIII condesa de Triviana, vizcondesa de Olías, vizcondesa de Villerías.

Casó con Vicente Osorio y Vega, quinto hijo de Manuel Pérez Osorio Vega Enríquez de Guzmán, VI marqués de Montaos, VIII conde de Grajal, IX conde de Fuensaldaña, y de Josefa Antonia de Guzmán y Spínola. Le sucedió su hijo:
- Joaquín Antonio Osorio y Orozco Manrique de Lara (1734-1782), VIII conde de Aramayona, VIII duque de Ciudad Real, VI marqués de Mortara, V marqués de Olías, V marqués de Zarreal, VIII marqués de San Damián, VI conde de Lences, IX conde de Triviana, VIII conde de Biandrina.

Casó con Rafaela Lasso de la Vega y Sarmiento, hija de Luis Lasso de la Vega y Córdoba, II duque del Arco. Le sucedió su hijo único:
- Benito Osorio Orozco y Lasso de la Vega (f. en 1819), IX conde de Aramayona, IX duque de Ciudad Real, VII marqués de Mortara, VI marqués de Olías, VI marqués de Zarreal, IX marqués de San Damián, VIII conde de Lences, IX conde de Biandrina.

Casó en primeras nupcias con María Paula de Mena y Benavides. Contrajo un segundo matrimonio con Josefa de Carroz Centelles Catalá de Valeriola, III duquesa de Almodóvar del Río, VII condesa de Canalejas. Sin descendientes, le sucedió:
- Narciso de Salabert y Pinedo (1830-1885), X conde de Aramayona, VI conde de Ofalia,  VII marqués de la Torrecilla, VIII marqués de Valdeolmos, VIII marqués de Navahermosa, VII marqués de la Torre de Esteban Hambrán.

Casó con María Josefa de Arteaga y Silva, hija de Andrés Avelino de Arteaga y Lazcano Palafox, VII marqués de Valmediano. Le sucedió su hija:
- Rosario Casilda de Salabert y Arteaga (1838-1936), XI condesa de Aramayona, VII condesa de Ofalia, XI duquesa de Ciudad Real, IX marquesa de la Torrecilla, IX marquesa de Navahermosa, VIII vizcondesa de Linares.

Casó, en primeras nupcias con Luis María Fernández de Córdoba y Pérez de Barradas, XVI duque de Medinaceli, XV duque de Feria, XIV duque de Alcalá de los Gazules, XVI duque de Segorbe, XVII duque de Cardona, XII duque de Camiña, VI duque de Santisteban del Puerto etc. Contrajo un segundo matrimonio con Mariano Fernández de Henestrosa y Ortiz de Mioño, I duque de Santo Mauro, IV conde de Estradas. Le sucedió su hijodel primer matrimonio
- Luis Jesús Fernández de Córdoba-Figueroa y Salabert (1879/1956), XII conde de Aramayona, VIII conde de Ofalia, XII duque de Ciudad Real, XVII duque de Medinaceli, XVI duque de Feria, XV duque de Alcalá de los Gazules, XVII duque de Segorbe, XVIII duque de Cardona, XIII duque de Camiña, XV duque de Lerma VII duque de Santisteban del Puerto, III duque de Denia, III duque de Tarifa, X marqués de la Torrecilla, . Tenía además otros de títulos nobiliarios, producto a los cuales era once veces duque, diecisiete veces marqués, quince veces conde y cuatro veces vizconde, además quince de estos títulos tenían Grandeza de España, y uno le daba el título de Adelantado Mayor de Andalucía.

Contrajo matrimonio con Ana María Fernández de Henestrosa y Gayoso de los Cobos, dama de la reina Victoria Eugenia de España, hija del X conde de Moriana del Río y de la XV marquesa de Camarasa. Era gentilhombre grande de España con ejercicio y servidumbre del rey Alfonso XIII. Le sucedió su hija:
- Victoria Eugenia Fernández de Córdoba y Fernández de Henestrosa (1917-2013), XIII condesa de Aramayona. Heredó una serie de títulos nobiliarios, producto a los cuales era nueve veces duquesa, diecinueve veces marquesa, diecinueve veces condesa y cuatro veces vizcondesa, además catorce de estos títulos le otorgaban grandeza de España, y uno le daba el título de adelantada mayor de Andalucía.